# Lepomis auritus
Lepomis auritus — риба родини Центрархових, ряду окунеподібних. Поширена в Північній Америці в басейнах річок сходу США і Канади. Прісноводна демерсальна риба, до 30.5 см довжиною.